# Kendall Jenner
Kendall Nicole Jenner (Los Angeles, 3 de novembro de 1995) é uma modelo, empresária, socialite e personalidade da mídia americana. Ela alcançou a fama no reality show Keeping Up with the Kardashians, no qual estrelou por 20 temporadas e quase 15 anos, de 2007 a 2021. O sucesso da série levou à criação de várias séries spin-off, incluindo Kourtney and Khloé Take Miami (2009), Kourtney and Kim Take New York (2011), Khloé & Lamar (2011), Rob & Chyna (2016) e Life of Kylie (2017). Após a decisão de encerrar o reality show, em 2022 ela e sua família estrelaram o reality show The Kardashians no Hulu.
Jenner se tornou modelo aos 13 anos. Depois de trabalhar em campanhas publicitárias e ensaios fotográficos, ela teve temporadas de sucesso em 2014 e 2015, desfilando para estilistas de alta-costura durante as semanas de moda de Nova York, Milão e Paris. Jenner apareceu em campanhas, editoriais e ensaios de capa para LOVE e várias edições internacionais da Vogue, também é embaixadora da marca Estée Lauder. Jenner estreou na 16ª posição na lista de modelos mais bem pagas da revista Forbes em 2015, com uma renda anual estimada de US$4 milhões. Em 2017, Jenner foi nomeada a modelo mais bem paga do mundo pela Forbes, desbancando a modelo Gisele Bündchen, que liderava a lista desde 2002. Em 2021, ela lançou a marca de tequila 818 Tequila.

## Biografia

### Início de vida e família
Kendall Nicole Jenner nasceu em 3 de novembro de 1995, em Los Angeles, Califórnia, filha da ex-campeã olímpica de decatlo Caitlyn Jenner (então conhecida como Bruce Jenner) e da personalidade da televisão e empresária Kris Jenner. O nome do meio de Jenner era uma homenagem à melhor amiga de Kris, Nicole Brown Simpson, que foi assassinada pouco antes de Jenner ter nascido.
Jenner tem uma irmã mais nova, Kylie, e oito meio-irmãos mais velhos. Do lado da família de Caitlyn, ela tem três meio-irmãos mais velhos – Burt, Brandon e Brody Jenner – e uma meia-irmã mais velha, Casey Marino. Do lado da família de Kris, Jenner tem três meias-irmãs mais velhas – Kourtney, Kim e Khloé – e um meio-irmão mais velho, Rob Kardashian.
Jenner foi criada com Kylie e as Kardashians em Calabasas, um subúrbio de luxo a oeste de Los Angeles. Jenner frequentou a Sierra Canyon School antes de mudar para o ensino domiciliar a fim de seguir a carreira de modelo. Ela se formou em 2014. Em maio de 2014, Jenner comprou um condomínio de dois quartos e 2,5 banheiros em Los Angeles por US$1,4 milhão.

## Carreira

### Modelo

#### 2009–2014: Estreia e avanço

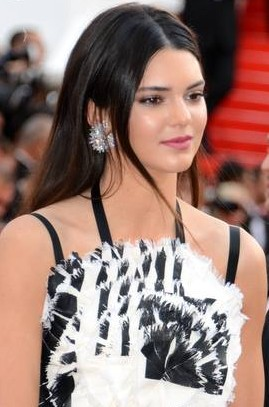
Kendall Jenner no Festival de Cannes, em 2014.

Kendall Jenner iniciou sua carreira de modelo aos 13 anos, quando a Wilhelmina Models a contratou em 12 de julho de 2009. O diretor de fotografia Nick Saglimbeni dirigiu a sessão de fotos da Jenner para o portfólio Wilhelmina. O primeiro trabalho de modelo de Jenner foi a campanha Rocker Babes with a Twist para a Forever 21 em dezembro de 2009 e janeiro de 2010. Jenner apareceu em uma fotografia instantânea da Teen Vogue em 19 de abril de 2010.
Em setembro de 2011, Jenner desfilou para Sherri Hill durante a Mercedes-Benz Fashion Week. No final de 2012, Jenner teve capas na American Cheerleader, Teen Prom, Looks, Raine, GenLux, Lovecat e Flavour Magazine. e campanhas reservadas para White Sands Austrália, Leah Madden, e Agua Bendita. Em novembro de 2012, Jenner se uniu ao fotógrafo da Victoria's Secret, Russell James, para trabalhos editoriais e projetos conjuntos. Ao longo de 2013 e 2014, seus trabalhos juntos apareceram em Kurv, Miss Vogue Austrália, e Harper's Bazaar Arábia. Jenner foi destaque nos lançamentos do livro Nomad Two Worlds: Australia de James em Sydney e Los Angeles. O trabalho editorial de Jenner sinalizou uma mudança de direção para a alta-costura, e Jenner assinou com a The Society Management em 21 de novembro de 2013.
Jenner fez suas primeiras reservas de Society Management para Marc Jacobs, Giles Deacon, Givenchy, Chanel, Donna Karan, Diane von Fürstenberg, Tommy Hilfiger, Fendi, Ports 1961, Bottega Veneta, Emilio Pucci, Dolce & Gabbana; Sonia Rykiel e Balmain. Jenner participou de dois eventos de relações públicas da Chanel em 2014: um no evento da Chanel com tema de manifestação feminista; e o outro com os Metiers D'Art da empresa em Salzburgo. Jenner fotografou capas e editoriais para Interview LOVE, e Teen Vogue. Jenner foi escalada para campanhas da Givenchy e para uma promoção do calendário do advento LOVE com tema de dezembro, com Doug Inglish. Em novembro de 2014, Jenner se tornou representante oficial da Estée Lauder. Jenner foi aclamada como "a 'It Girl' da temporada" pela editora da LOVE, Katie Grand.

#### 2015–2017: Ascensão ao sucesso

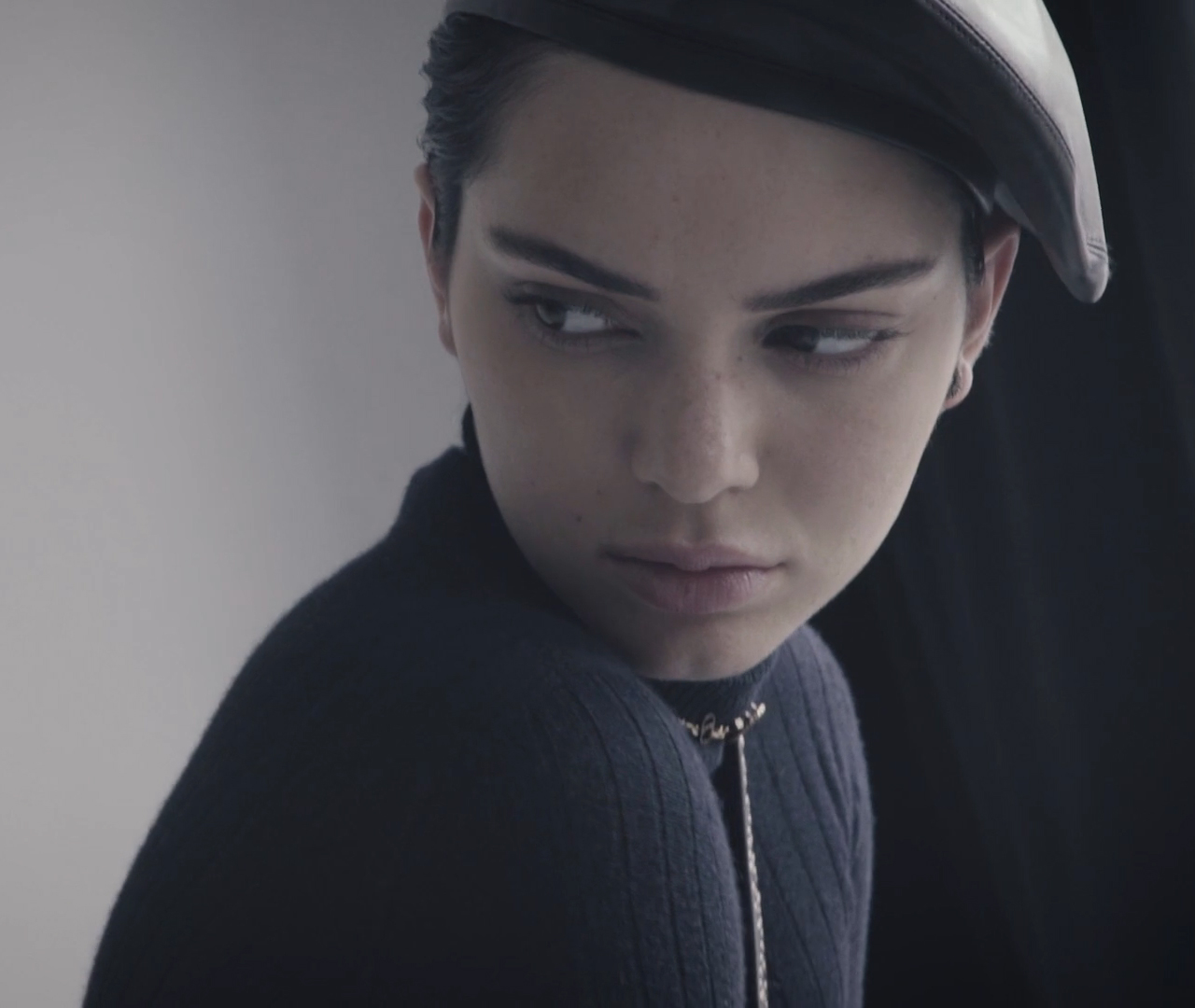
Jenner posando para a W em 2017

Em 2015, Jenner desfilou para Chanel, Alexander Wang, Diane von Fürstenberg, Donna Karan, Vera Wang, Michael Kors, Marc Jacobs, Oscar de la Renta, Giles Deacon, Fendi, N°21, H&M, Balmain, o desfile anual Dosso Dossi em Antália, Givenchy, Elie Saab e Ports 1961. Jenner participou de campanhas publicitárias para Balmain x H&M e desfilou no Victoria's Secret Fashion Show de 2015. Jenner fotografou capas e editoriais para Marie Claire Indonesia, Harper's Bazaar, GQ, LOVE e edições da Vogue no Japão, China, França e Estados Unidos. Jenner participou de campanhas para Marc Jacobs, Karl Lagerfeld, Fendi, Balmain, Estée Lauder, uma campanha política para o registro de eleitores Rock The Vote/Independent Journal Review e um segundo calendário da LOVE. Jenner assinou contratos com a Calvin Klein Jeans em março e com a Penshoppe em maio.
Em 2016, Jenner e Cara Delevingne foram recriadas como figuras de cera para o evento Madame Tussaud's London Fashion Week Experience. Jenner desfilou para Chanel, Diane Von Fürstenberg, Vera Wang, Michael Kors, Marc Jacobs, Fendi, Versace, Bottega Veneta, Balmain, Dior, Elie Saab e Miu Miu. Jenner fotografou capas e editoriais na Vogue Brasil, W Korea, LOVE, Vanity Fair, V, Self Service Magazine e Harper's Bazaar. Os editores da Vogue dedicaram um editorial de edição especial a Jenner em abril. Jenner teve artigos de campanha para Mango, CPS Chaps, Calvin Klein, Rock The Vote/Independent Journal Review, e Denimlab. Jenner anunciou sua contratação pela rede varejista chilena París em abril.
A campanha de Jenner em 2017 para La Perla causou controvérsia quando ela teve que cancelar uma aparição previamente agendada como modelo da Victoria's Secret devido à sua nova afiliação com La Perla.

#### 2018–presente: Status de supermodelo
Jenner estreou na 16ª posição na lista de modelos mais bem pagas da revista Forbes em 2015, com uma renda anual estimada de US$4 milhões. Em 2017, Jenner foi nomeada a modelo mais bem paga do mundo pela Forbes, desbancando a modelo Gisele Bündchen, que liderava a lista há mais de 14 anos desde 2002. Durante sua carreira de modelo, Jenner ganhou o Teen Choice Award de Melhor Modelo em 2015, 2016 e 2017.
Em 2022, a By Far contratou Jenner para ser modelo de sua nova fragrância, Daydream. Em 2023, ela e seu então namorado Bad Bunny estavam em uma campanha publicitária para a bagagem Gucci Valigeria em outubro de 2023. Jenner também esteve na campanha de primavera de 2024 de Tommy Hilfiger intitulada Kendall & Friends. Em outubro de 2024, quando o Victoria's Secret Fashion Show retornou, Jenner não foi convidada para ser modelo no evento. No mesmo ano, ela foi modelo da campanha de roupas íntimas do outono de 2024 da Calvin Klein, junto com o ator Alexander Skarsgård.

### Empresarial
Em setembro de 2015, cada uma das irmãs Jenner e Kardashian lançou sites de aplicativos móveis para a Whalerock Industries. O site de Jenner foi nomeado para o prêmio Webby Award 2016 da Academia Internacional de Artes e Ciências Digitais em abril daquele ano. As irmãs Jenner começaram a trabalhar com a Glu Mobile para criar um aplicativo derivado de Kim Kardashian: Hollywood. O aplicativo Kendall e Kylie foi lançado em 17 de fevereiro de 2016.
Em abril de 2017, a Pepsi contratou Jenner para estrelar um anúncio comercial intitulado "Live for Now". No comercial, ela usou a bebida Pepsi para fazer as pazes entre policiais e manifestantes. Este anúncio foi criticado por não levar a sério os protestos contra a brutalidade policial e o movimento Black Lives Matter. A Pepsi parou de exibir o anúncio um dia depois e pediu desculpas a Jenner por colocá-la no anúncio. O contrato de Jenner com a Pepsi não permitiu que ela fizesse comentários sobre o anúncio depois de seu lançamento.

#### Kendall + Kylie

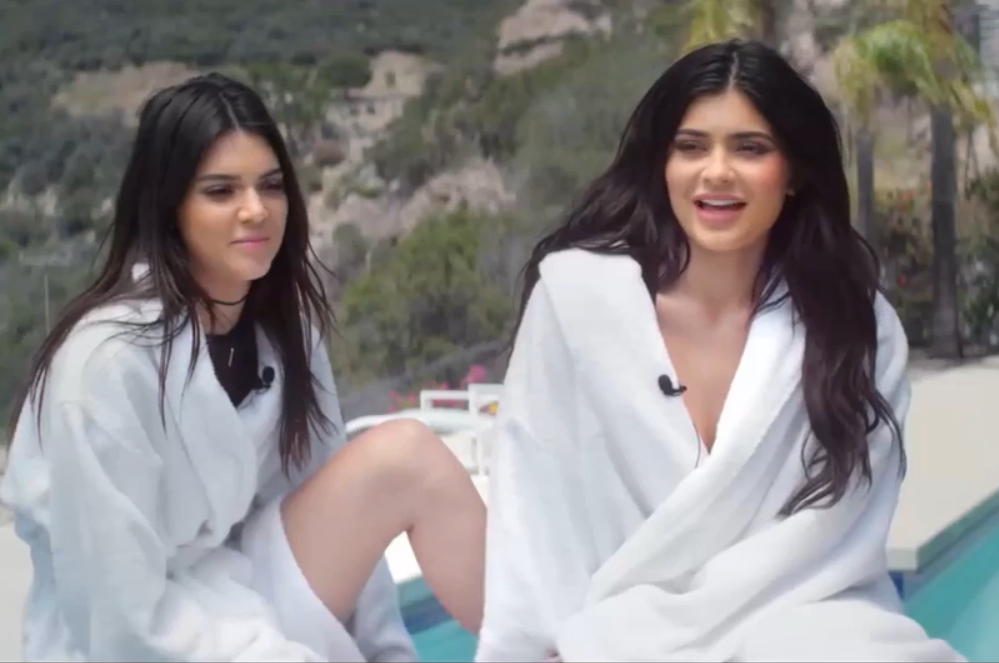
Jenner com sua irmã Kylie Jenner em junho de 2016

Jenner e sua irmã Kylie criaram dois esmaltes para a linha de esmaltes Kardashian Kolors de 2011. Ela acabou ganhando um lucro combinado US$100,000. Em 16 de março de 2012, as irmãs Jenner foram nomeadas diretoras criativas da websérie Gillette Venus Gets Ready with Kendall & Kylie Jenner. Em julho de 2013, as irmãs Jenner formaram uma parceria com a Glamhouse de Pascal Mouawad para criar a coleção de joias Metal Haven by Kendall & Kylie. Em fevereiro de 2014, as irmãs Jenner criaram uma linha de sapatos e bolsas sob a linha Madden Girl de Steve Madden para a Nordstrom.
As irmãs Jenner também criaram a coleção Kendall & Kylie com a PacSun em 15 de novembro de 2012 e foi lançada no ano seguinte. Em 3 de fevereiro de 2015, as irmãs Jenner disseram que estavam trabalhando em um projeto Kendall + Kylie com a Topshop, que foi exibido pela primeira vez em novembro de 2015 na Austrália. A coleção foi lançada em 8 de fevereiro de 2016.
Em junho de 2017, Kendall e Kylie criaram uma linha de camisetas "vintage" em seu site para sua marca, Kendall + Kylie. As camisetas eram vendidas por US$ 125 e tinham logotipos ou imagens de músicos ou bandas famosas (Tupac Shakur, The Doors, Metallica, Pink Floyd e The Notorious BIG). As camisas não eram populares entre o público e muitas cartas de cessação e desistência dos espólios dos músicos e artistas que estavam nas camisas. O fotógrafo cujas fotos de Tupac Shakur foram usadas processou as irmãs Jenner por violação de direitos autorais. As irmãs pararam de vender as camisetas em seu site e pediram desculpas dizendo "a qualquer um que tenha ficado chateado e/ou ofendido, especialmente às famílias dos artistas". Em junho de
2020, a marca de moda Kendall + Kylie foi acusada de não pagar trabalhadores de fábrica em Bangladesh por causa da pandemia do coronavírus.

#### 818 Tequila

Logotipo da marca "818 Tequila" de Jenner

Em fevereiro de 2021, Jenner anunciou que criaria sua própria marca de tequila chamada "818 Tequila". A empresa foi inaugurada alguns meses depois, em 21 de maio.
Após sua inauguração, Jenner foi criticada por se apropriar culturalmente da cultura mexicana após compartilhar a sessão de fotos da campanha de sua empresa de tequila, 818 Tequila, no Instagram. O anúncio tinha cenas de Jenner cavalgando em um campo de agave onde os fazendeiros estavam colhendo-a, antes de levantar um copo com eles. Jenner então impediu que as pessoas comentassem na postagem após reclamações e seus representantes não responderam às perguntas.
Em abril de 2025, Jenner anunciou que a 818 Tequila iniciaria uma parceria com o piloto da NASCAR Toni Breidinger.

### Televisão
Em 2007, a mãe de Jenner, Kris Jenner, se encontrou com Ryan Seacrest para participar de um reality show baseado em sua família. Seacrest, que tinha sua própria produtora, decidiu desenvolver a ideia, tendo em mente o programa familiar The Osbournes. O programa acabou sendo escolhido para ir ao ar no canal E! rede de TV a cabo, com a mãe de Jenner atuando como produtora executiva. A série estreou em 14 de outubro de 2007 e girava em torno de Jenner, junto com seus pais Kris e Bruce (agora Caitlyn) e irmãos, Kylie, Kourtney, Kim, Khloé e Rob. O título de seu reality show Keeping Up with the Kardashians, e narra a vida pessoal e profissional de seus familiares. A série fez sucesso em sua emissora, a E! , e resultou na criação de spin-offs, incluindo Kourtney e Kim Take Miami (2009), no qual Jenner fez participações especiais. Jenner também foi destaque como membro recorrente do elenco em Kourtney and Kim Take New York, que estreou em janeiro de 2011. No mesmo ano, Jenner fez uma aparição no programa de sua irmã, Khloe & Lamar, quando estreou, e a série se concentrou na vida pessoal e no relacionamento de Khloe Kardashian e seu então marido, Lamar Odam. Em 26 de março de 2014, o E! anunciou uma série spin-off de Keeping Up with the Kardashians intitulada Kourtney & Khloé Take the Hamptons. The Hamptons acompanha Kourtney, Khloé e Scott Disick enquanto eles se mudam para os Hamptons enquanto as meninas trabalham na loja Dash de Nova York e abrem uma loja pop-up. O show também contou com a presença da família deles, incluindo Jenner. Em 2017, a irmã mais nova de Jenner, Kylie, foi destaque como membro central do elenco do E! série spin off da realidade Life Of Kylie.
Em 2021, Jenner e sua família anunciaram que seu reality show, Keeping Up With the Kardashians, terminaria após vinte temporadas e quase 15 anos no ar.
Em abril de 2022, Jenner e sua família retornaram às telas de televisão com seu novo reality show, intitulado The Kardashians, depois que eles deixaram o E! para se juntar ao Hulu. O show apresenta Jenner, ao lado de suas irmãs Kourtney, Kim, Khloe e Kylie, e sua mãe Kris Jenner, também apresenta ex e atuais parceiros, incluindo Scott Disick, Travis Barker, Tristan Thompson e Corey Gamble, com Kanye West fazendo uma aparição especial. A primeira temporada estreou em 14 de abril de 2022 e seus dez episódios podem ser transmitidos exclusivamente no Disney+. Mais tarde, em 2022, foi anunciado que o programa retornaria para uma segunda temporada, que estreou oficialmente em 22 de setembro de 2022. No final de 2022, foi anunciado que o programa havia sido oficialmente renovado para uma terceira temporada, com estreia prevista para o primeiro semestre de 2023. A terceira temporada foi ao ar oficialmente em 25 de maio de 2023.

## Vida pessoal

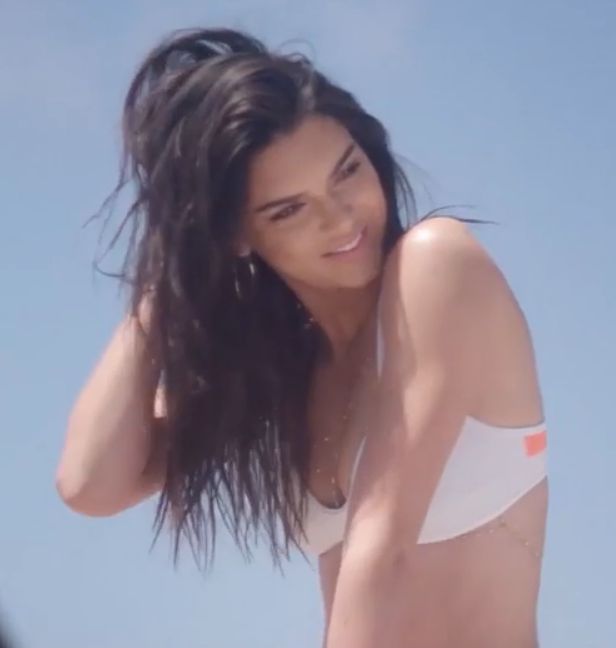
Jenner em 2016

De 2013 a 2016, Jenner namorou o cantor inglês Harry Styles. Jenner teve um relacionamento intermitente com o jogador da NBA Ben Simmons de junho de 2018 a fevereiro de 2020. De junho de 2020 a outubro de 2022, Jenner teve um relacionamento com o jogador da NBA Devin Booker. De fevereiro de 2023 a setembro de 2024, Jenner teve um relacionamento com o rapper porto-riquenho Bad Bunny.
Em novembro de 2020, Jenner enfrentou muitas críticas públicas após dar uma festa de aniversário com mais de cem pessoas durante a pandemia de COVID-19. A festa contou com a presença de muitas celebridades, incluindo Justin e Hailey Bieber, The Weeknd e Winnie Harlow, apesar do Condado de Los Angeles ter uma ordem de permanência em casa em vigor. A mãe de Jenner respondeu às críticas, dizendo a Andy Cohen: "Somos realmente responsáveis e garantimos que todos em nossa família e nossos amigos mais próximos sejam testados religiosamente. Então, você sabe, fazemos o que podemos, nós tentamos seguir as regras."
Jenner disse à revista Vogue que pratica Meditação Transcendental (MT) para ajudar a clarear sua mente e lidar com sua ansiedade. “Muitas pessoas na indústria me disseram: 'Sei que você tem uma agenda lotada — o que você faz para se manter calma, tranquila e controlada?' Eu respondi: 'Hum, nada?' E então, um dia, quando eu estava tendo um surto — eu estava tendo vários surtos — eu pensei: 'OK, vou tentar isso'. Então, encontrei uma mulher, ela é incrível, ela me ensinou a MT, e eu adoro isso”, disse ela à revista.

## Imagem pública

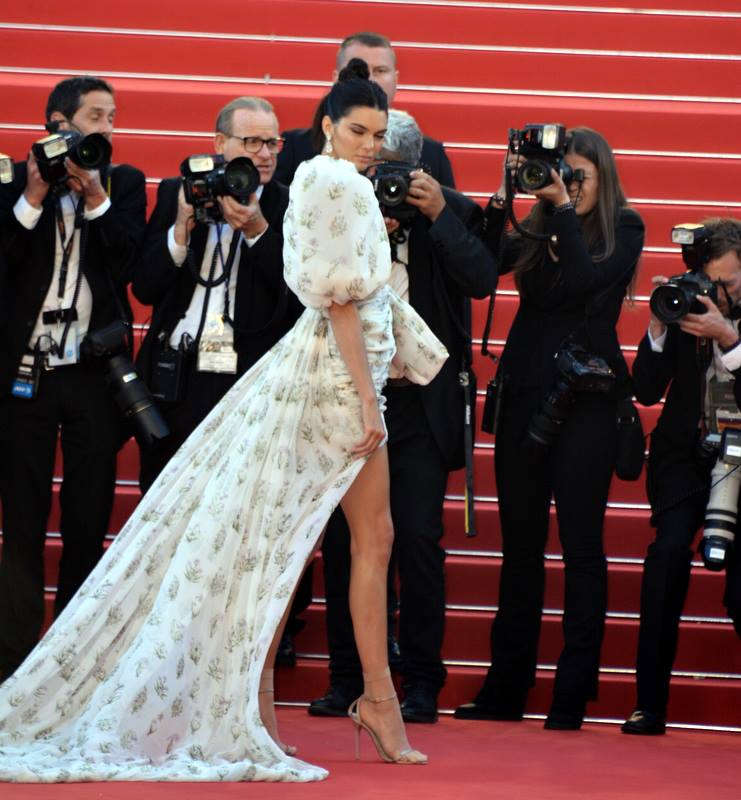
Jenner no Festival de Cinema de Cannes de 2017

Jenner foi nomeada uma das 50 pessoas mais bonitas do mundo pela revista People em 9 de abril de 2014. A revista Time nomeou as irmãs Jenner como duas das 30 adolescentes mais influentes de 2014 e 2015. Em 16 de dezembro de 2014, o Google nomeou Jenner como a segunda modelo mais pesquisada no Google no mundo. Jenner estreou na segunda posição na lista anual das 100 mulheres mais sexy do mundo da FHM no final de abril de 2015. O Tumblr nomeou Jenner como sua modelo mais reblogada em 2015. Em novembro de 2017, a Forbes listou Jenner como a modelo mais bem paga do mundo.

### Impacto da promoção viral no e-commerce de moda
A rápida ascensão da carreira de Jenner levou os editores da revista Dazed a classificá-la entre as "principais criativas para ficar de olho" em 2015 em sua lista anual Dazed 100, Jenner colaborou com os editores da Dazed em uma paródia "Burn Book" inspirada em Meninas Malvadas, respondendo aos seus críticos online e detratores da indústria. O vídeo foi posteriormente pré-selecionado em setembro de 2015 para o prêmio anual Lovie Awards da Academia Internacional de Artes e Ciências Digitais na categoria Vídeo Viral da Internet.
A rápida ascensão das “Instagirls” acelerou uma reavaliação de uma década sobre a interação entre a moda e as redes sociais. A habilidade de Jenner em se conectar com a geração Y online deu a ela acesso a um grande mercado demográfico, com a capacidade de segmentar ainda mais sua base de fãs e encontrar clientes ideais. A designer Sally LaPorte afirmou que a aprovação de Jenner à sua linha ajudou a designer a identificar as características de seus compradores ideais. O ex-diretor criativo feminino da Calvin Klein, Francisco Costa, elogiou o prestígio social de Jenner: "Seu alcance nas mídias sociais é simplesmente incrível [...] você se torna parte da cultura ao abraçar alguém como ela." A participação contínua de Jenner nas promoções da Calvin Klein provou ser lucrativa, já que a empresa-mãe, a Phillips-Van Heusen Corporation, anunciou um aumento de 13% nas vendas líquidas em relação ao primeiro trimestre do ano anterior, em maio de 2016, com as finanças também indicando um aumento de 10,5% na receita. De acordo com o CEO Emanuel Chirico, o aumento dos lucros resultou da reestruturação da estratégia criativa global da empresa para a Calvin Klein e suas campanhas publicitárias associadas #MyCalvins.
Consequentemente, outras marcas se adaptaram ao impacto potencial de influenciadores de alto nível em estratégias promocionais. A criadora da marca de calçados Dear Frances, Jane Frances, projetou uma estratégia de branding que fez com que sua marca fosse capaz de realizar um trabalho promocional com sucesso, com ou sem a participação de influenciadores. A empresa europeia de gelados Magnum apostou agressivamente em iniciativas de branding online, apresentando Suki Waterhouse e Jenner como modelos porta-voz da empresa. Mesmo sem um acordo de patrocínio, as escolhas de moda de Jenner podem ter um impacto financeiro nas empresas, como visto pela marca Rat & Boa, que teve um aumento nas vendas quando Jenner usou um par de seus shorts no festival Coachella.
Em meio a essas mudanças, o empreendedor de tecnologia Frank Spadafora projetou o aplicativo D'Marie de sua empresa como uma alternativa à Q Score específica para o setor de moda, a fim de medir efetivamente o impacto financeiro que influenciadores de moda e embaixadores da marca conseguem obter. A implantação do aplicativo funcionou a favor da Jenner; ela foi classificada como a influenciadora de moda nº 1 de D'Marie em todas as categorias em 19 de fevereiro de 2016, com a capacidade de ganhar entre US$125 000 e US$300 000 por uma única atualização em suas plataformas de mídia social.

## Filantropia

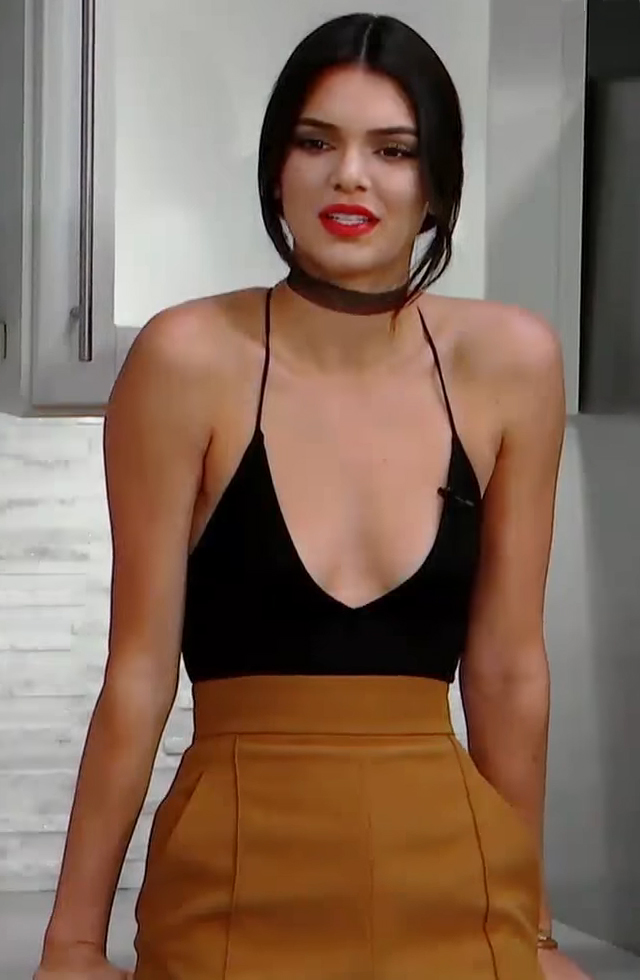
Jenner em 2017

Jenner se juntou à sua família em uma venda de garagem beneficente em 10 de novembro de 2013. Os lucros da venda foram doados para a Share Our Strength: No Kid Hungry e para a Greater Los Angeles Fisher House Foundation. Kendall também criou uma conta no eBay onde leiloa roupas velhas para arrecadar dinheiro para o Hospital Infantil de Los Angeles, Jenner e Kim Kardashian compareceram à visita das crianças no Hospital Infantil na véspera de Natal, na terça-feira, 24 de dezembro de 2013. As irmãs Kardashian e Jenner usaram o eBay desta forma para arrecadar dinheiro para suas instituições de caridade em 2013.
Kendall se juntou a Khloe Kardashian, Lil Twist e The Game na pista de boliche PINZ em Studio City, Califórnia, para um jogo beneficente de boliche em 19 de janeiro de 2014. O evento foi realizado para arrecadar dinheiro para a Fundação Robin Hood, uma organização sem fins lucrativos para a qual The Game prometeu arrecadar US$1 milhão em doações. Jenner, com sua irmã, Kylie, participou dos dois jogos de kickball de celebridades Kick'n It For Charity do cantor Chris Brown em Glendale, Califórnia, em 2014 e em 16 de agosto de 2014. Jenner, Ansel Elgort, Gigi Hadid e a agente de Jenner, Ashleah Gonzales, encontraram o modelo/ator John Economou, que estava sem casa, em Venice Beach durante uma sessão de fotos de moda em 2015, um encontro que levou Economou a assinar um contrato com a Two Management pelo presidente da empresa, Luc Brinker. Em 14 de fevereiro de 2015, Jenner apareceu na loja Bookmarc de Marc Jacobs, em Nova York, para o lançamento da edição 13 da revista Love. Ela posou em uma liquidação de camisetas de edição limitada para arrecadar fundos para a Designers Against AIDS.
Em seu aniversário em 2017, Jenner lançou uma campanha de aniversário e convidou os fãs a doar US$22 em homenagem aos seus 22 anos para a Charity: Water, uma organização sem fins lucrativos que fornece água potável limpa e segura para pessoas em países em desenvolvimento. Em 2020, Jenner, com sua marca, Zaza World, lançou produtos beneficentes conscientizando sobre o coronavírus; os lucros líquidos foram para a Feeding America, uma rede nacional de bancos de alimentos que apoia abrigos, cozinhas comunitárias e comunidades carentes.

## Filmografia

### Televisão
| Ano          | Título                                         | Notas                                | Ref.            |
| ------------ | ---------------------------------------------- | ------------------------------------ | --------------- |
| 2007–2021    | Keeping Up with the Kardashians                | Papel principal, 19 episódios        | [ 176 ]         |
| 2009         | Kourtney and Khloé Take Miami                  | Episódio: "It's My Life"             | [ 177 ]         |
| 2011         | Khloé & Lamar                                  | Episódio: "Unbreakable"              | [ 178 ]         |
| 2012         | America's Next Top Model Cycle 18              | Episódio: "Kris Jenner"              | [ 179 ]         |
| 2014         | Ridiculousness                                 | Episódio: "Kendall and Kylie Jenner" | [ 180 ]         |
| 2014         | 2014 Much Music Video Awards                   | Co-host (com Kylie Jenner)           | [ 181 ] [ 182 ] |
| 2015         | Taylor Swift: The 1989 World Tour Concert film | Filmado no Hyde Park                 | [ 183 ]         |
| 2015         | I Am Cait                                      | Documentário                         | [ 184 ]         |
| 2015         | Victoria's Secret Fashion Show 2015            | Desfile de moda                      | [ 185 ] [ 186 ] |
| 2016         | Victoria's Secret Fashion Show 2016            | Desfile de moda                      | [ 187 ] [ 188 ] |
| 2018         | Victoria's Secret Fashion Show 2018            | Desfile de moda                      | [ 189 ] [ 190 ] |
| 2020         | Justin Bieber: Seasons                         | Cameo                                | [ 191 ]         |
| 2022–present | The Kardashians                                | Papel principal                      | [ 192 ]         |

### Cinema
| Ano  | Título                     | Papel     | Notas                                   | Ref.            |
| ---- | -------------------------- | --------- | --------------------------------------- | --------------- |
| 2012 | Havaí Five-0               | AJ        | Episódio: "I Ka Wa Mamua" (3.6)         | [ 193 ]         |
| 2014 | A Laranja Irritante        | Morango   | Episódio: "Shakesparagus Speare" (2.23) | [ 194 ]         |
| 2018 | Oito Mulheres e Um Segredo | Ela mesma | Cameo                                   | [ 195 ] [ 196 ] |

### Clipes de música
| Ano  | Título              | Artista                                                     | Papel             | Ref.            |
| ---- | ------------------- | ----------------------------------------------------------- | ----------------- | --------------- |
| 2010 | "Blacklight"        | One Call                                                    | Interesse amoroso | [ 197 ]         |
| 2014 | "Recognize"         | PartyNextDoor (com participação de Drake)                   | Motorista         | [ 198 ]         |
| 2016 | "Where's the Love?" | The Black Eyed Peas (com participação de Justin Timberlake) | Ela mesma         | [ 199 ]         |
| 2017 | "Enchanté (Carine)" | Fergie (com participação de Axl Jack)                       | Ela mesma         | [ 200 ]         |
| 2018 | "Freaky Friday"     | Lil Dicky (com participação de Chris Brown)                 | Ela mesma         | [ 201 ]         |
| 2019 | "I Think"           | Tyler, the Creator                                          | Ela mesma         | [ 202 ]         |
| 2020 | "Stuck with U"      | Ariana Grande e Justin Bieber                               | Ela mesma         | [ 203 ] [ 204 ] |

## Prêmios e indicações
| Ano  | Associação                           | Categoria                                                                            | Resultado | Ref.    |
| ---- | ------------------------------------ | ------------------------------------------------------------------------------------ | --------- | ------- |
| 2013 | Teen Choice Awards                   | Choice TV Reality Star: Female (compartilhado com o elenco feminino de KUWTK)        | Venceu    | [ 205 ] |
| 2014 | Young Hollywood Awards               | You're So Fancy                                                                      | Indicada  | [ 206 ] |
| 2014 | Young Hollywood Awards               | Style Icon                                                                           | Indicada  | [ 206 ] |
| 2014 | Teen Choice Awards                   | Choice Female Hottie                                                                 | Indicada  | [ 207 ] |
| 2014 | Teen Choice Awards                   | Candie's Choice Style Icon                                                           | Indicada  | [ 208 ] |
| 2014 | Teen Choice Awards                   | Choice TV Reality Personality, Female (compartilhado com o elenco feminino de KUWTK) | Indicada  | [ 207 ] |
| 2015 | Teen Choice Awards                   | Choice Model                                                                         | Venceu    | [ 209 ] |
| 2015 | InStyle Social Media Awards          | Runway Rockstar                                                                      | Indicada  | [ 210 ] |
| 2015 | InStyle Social Media Awards          | Trendiest Teen Queen                                                                 | Indicada  | [ 210 ] |
| 2015 | IADAS: The Lovie Awards              | Internet Video: Viral Video                                                          | Venceu    | [ 211 ] |
| 2016 | IADAS: The Webby Awards              | Celebrity Website                                                                    | Indicada  | [ 212 ] |
| 2016 | Teen Choice Awards                   | Choice Model                                                                         | Venceu    | [ 213 ] |
| 2016 | Teen Choice Awards                   | Choice Female Hottie                                                                 | Venceu    | [ 213 ] |
| 2016 | British Fashion Awards               | International Model                                                                  | Indicada  | [ 214 ] |
| 2017 | Teen Choice Awards                   | Choice Model                                                                         | Venceu    | [ 215 ] |
| 2017 | Daily Front Row Fashion Media Awards | Fashion Icon Of The Decade                                                           | Venceu    | [ 216 ] |
| 2018 | Teen Choice Awards                   | Female Choice Hottie                                                                 | Indicada  | [ 217 ] |
| 2018 | Teen Choice Awards                   | Choice Snapchatter                                                                   | Indicada  | [ 217 ] |